# Награды Луганской Народной Республики
Госуда́рственные награ́ды Луганской Наро́дной Респу́блики — награды Луганской Народной Республики, учреждённые Правительством ЛНР согласно Указу Главы Луганской Народной Республики от 05 сентября 2015 года № 461/01/09/15 «О государственных наградах Луганской Народной Республики» и других законодательных актов Главы Луганской Народной Республики о наградах.
В соответствии с законом ЛНР, наградами Республики (по состоянию на 2018 год) являются:
- звание «Герой Луганской Народной Республики»;
- орден «За доблесть» I степени;
- орден «Казачья доблесть»;
- медаль «За заслуги» I степени;
- медаль «За заслуги» II степени;
- медаль «За отвагу» I степени;
- медаль «За отвагу» II степени;
- медаль «За Веру и Волю»;
- медаль «За Независимость»;
- медаль «Битва за Луганск 2014»;
- юбилейная медаль «70 лет Победы».

Вместе с тем, некоторые награды ЛНР (например, такие как "За веру и волю") свободно продаются на маркетплейсах в России с пометкой "сувенирная продукция", не попадая ни под какие ограничения. Этот факт оставляет вопросы в юридической основе выдачи таких наград.

## Положение о наградах ЛНР
Государственные награды Луганской Народной Республики являются высшим признанием заслуг награждённых.
Орденами и медалями Луганской Народной Республики могут быть награждены граждане Луганской Народной Республики и иностранные граждане.
Награждение государственными наградами Луганской Народной Республики посмертно не производится, за исключением награждения медалью «Луганцы; Верою и усердием».
3а новые заслуги возможно повторное награждение государственными наградами Луганской Народной Республики, но не ранее чем через три года после получения предыдущей государственной награды Луганской Народной Республики, за исключением случаев награждения за гражданский подвиг или исключительно выдающиеся заслуги перед Луганской Народной Республикой и её многонациональным народом.
Государственных наград могут быть удостоены воинские части и формирования Народной милиции за подвиги и отличия в боях по защите Республики, в контртеррористических операциях, за мужество и самоотверженность, проявленные в ходе выполнения учебно-боевых задач, за высокие показатели в боевой подготовке.

## Перечень наград (по состоянию на 2018 год)

### Высшие награды
| Изображение награды                                         | Наименование награды                         | Дата учреждения  | Правила награждения | Источник |
| ----------------------------------------------------------- | -------------------------------------------- | ---------------- | --- | --- |
| Медаль «Золотая Звезда» Героя Луганской Народной Республики | Звание «Герой Луганской Народной Республики» | 14 мая 2018 года | Звание Героя Луганской Народной Республики является высшей степенью отличия и присваивался за заслуги перед Республикой и народом, связанные с совершением геройского подвига. Звание Героя Луганской Народной Республики присваивается Главой Луганской Народной Республики. Герою Луганской Народной Республики вручается знак особого отличия — медаль «Золотая Звезда». Присвоение звания Луганской Народной Республики может быть произведено посмертно. Медаль «Золотая Звезда» Героя Луганской Народной Республики носится на левой стороне груди над орденами и медалями. Вручение медали «Золотая Звезда» осуществляется Главой Луганской Народной Республики и производится лично награждённому в торжественной и гласной обстановке не позднее трёх месяцев со дня вступления в силу Указа Главы Луганской Народной Республики о присвоении звания Героя Луганской Народной Республики. В случае посмертного награждения медаль «Золотая Звезда» и удостоверение к ней вручаются для хранения семье как память, без права ношения. Герои Луганской Народной Республики пользуются льготами, установленными законодательством. В связи с изменением фамилии, имени, отчества награждённого документ о награждении замене не подлежит. В случае утраты (порчи) медали «Золотая Звезда» дубликат медали не выдаётся. Медаль «Золотая Звезда» представляет собой пятиконечную звезду с гладкими двугранными лучами на лицевой стороне. Длина каждого луча — 15 мм. На оборотной стороне в центре медали расположена надпись выпуклыми буквами «Герой ЛНР». Размер букв — 4×2 мм. В верхнем луче — номер медали высотой 1 мм. Медаль при помощи ушка и кольца соединяется с прямоугольной колодкой высотой 15 мм и шириной 19,5 мм с позолоченными рамками в верхней и нижней частях. Вдоль основания колодки идут прорези, внутренняя её часть обтянута шёлковой, муаровой лентой цветов Государственного флага Луганской Народной Республики. На оборотной стороне колодки — нарезной штифт с гайкой для прикрепления медали к одежде. Медаль из золота, весом 21 грамм. Медаль «Золотая Звезда» за номером 001, была вручена 16 марта 2022 года гвардии полковнику Народной милиции ЛНР Владимиру Полуполтинных. | Указ Главы Луганской Народной Республики от 14 мая 2018 года от № УГ-354/18 «Об установлении звания Героя Луганской Народной Республики и учреждения знака особого отличия — медали „Золотая звезда“» |

### Ордена
| Изображение награды  | Наименование награды                        | Дата учреждения      | Правила награждения | Источник |
| -------------------- | ------------------------------------------- | -------------------- | --- | --- |
| I степени II степени | Орден «За доблесть» I и II степени          | 5 сентября 2015 года | Орден «За доблесть» состоит из двух степеней, высшей степенью ордена является I степень. Награждение производится последовательно орденом «За доблесть» II и I степени. Орденом «За доблесть» награждаются граждане за: - исключительную отвагу и личную храбрость, проявленные при исполнении воинского долга, гражданской либо служебной обязанности; - самоотверженные поступки, совершенные в экстремальных обстоятельствах; - за мужество, проявленное при защите государственной границы; - за мужество, проявленное при охране общественного порядка; - за смелые и решительные действия в обстоятельствах, связанных с риском для жизни. Аверс ордена «За доблесть» I степени: четырёхконечный крест покрытый рубиновой эмалью. Пружки креста — из металла жёлтого цвета. На лицевой стороне знака, в центре, — накладное изображение восьмиконечной звезды из металла серебристого и золотистого цветов. В центре звезды — изображение двуглавого орла серебристого цвета, поднявшего вверх распущенные крылья. Орел увенчан одной большой короной золотистого цвета. В правой лапе орла — стрелы, в левой — колосья. На груди орла, в красном щите казак с мушкетом. Орел в обрамлении двух лавровых веток по бокам и лент с надписями: вверху «ЛНР», внизу «Не побежден не сломлен». Все изображения на ордене выпуклые. Оборотная сторона ордена плоская. Реверс ордена: застежка для прикрепления ордена к одежде. Аверс ордена «За доблесть» II степени: четырёхконечный крест покрытый рубиновой эмалью. Пружки креста — из металла серебристого цвета. На лицевой стороне знака, в центре, — накладное изображение восьмиконечной звезды из металла серебристого цвета. В центре звезды — изображение двуглавого орла серебристого цвета, поднявшего вверх распущенные крылья. Орел увенчан одной большой короной серебристого цвета. В правой лапе орла — стрелы, в левой — колосья. На груди орла, в красном щите казак с мушкетом. Орел в обрамлении двух лавровых веток по бокам и лент с надписями: вверху «ЛНР», внизу «Не побежден не сломлен». Все изображения на ордене выпуклые. Оборотная сторона ордена плоская. Реверс ордена: застёжка для прикрепления ордена к одежде. | Указ Главы Луганской Народной Республики от 05 сентября 2015 года № 461/01/09/15 «О государственных наградах Луганской Народной Республики» |
|                      | Орден «Казачья доблесть» I и II степени     | 5 сентября 2015 года | Орденом «Казачья доблесть» удостаивают за особые заслуги (отмечают казаков) отличившихся в боях за независимость и территориальную целостность Луганской Народной Республики, при защите Веры Православной, отражении иноземных вторжений, обороне казачьих земель, а также внесших значительный вклад в формирование Казачьих частей и соединений в составе Вооруженных Сил Луганской Народной Республики. Аверс ордена «Казачья доблесть»: крест георгиевской формы наложен на две скрещенные казачьи шашки серебряного цвета. Крылья креста разделены по вертикали на три равные полосы цветов Луганской Народной Республики (голубой-синий-красный). На середине креста наложен двухцветный (белый-голубой) медальон, в середине которого аббревиатура «ЛНР», а по окружности слова: вверху «КАЗАЧЬЯ», внизу «ДОБЛЕСТЬ», разделенные двумя точками по цвету надписей (желтый). Реверс ордена: гладкая поверхность со щитком — площадкой для номера награждения. Крепление на винте. В отдельных случаях, по традициям Русской Армии, возможна гравировка звания, подразделения и фамилии награждённого. | Указ Главы Луганской Народной Республики от 05 сентября 2015 года № 461/01/09/15 «О государственных наградах Луганской Народной Республики» |
| I степени II степени | Орден «Службою и Храбростью» I и II степени | 12 июня 2020 года    | Орденом «Службою и храбростью» удостаивают за проведение боевых операций по защите Отечества при нападении внешнего противника, завершившихся полным разгромом врага, ставших образцом военного искусства. Орден «Службою и храбростью» имеет две степени: - орден «Службою и храбростью» I степени; - орден «Службою и храбростью» II степени. Высшей степенью ордена «Службою и храбростью» является I степень. Награждение орденом «Службою и храбростью» производится только последовательно, от низшей степени к высшей. | Указ Главы Луганской Народной Республики от 12 июня 2020 года № УГ-367/20 «О государственных наградах Луганской Народной Республики»        |

### Медали
| Изображение награды  | Наименование награды               | Дата учреждения      | Правила награждения | Источник |
| -------------------- | ---------------------------------- | -------------------- | --- | --- |
| I степени II степени | Медаль «За заслуги» I и II степени | 5 сентября 2015 года | Медаль «За заслуги» состоит из двух степеней, высшей степенью медали является I степень. Награждение производится последовательно медалью «За заслуги» II и I степени за: - отличные достижения в производственной, научно-исследовательской, социально-культурной, общественной, благотворительной и иных сферах деятельности, направленных на повышение благосостояния людей и укрепление могущества страны; - мужество и отвагу, проявленные при защите Отечества и его государственных интересов, обеспечении законности и правопорядка; - за большие заслуги в развитии экономических, научно-технических и культурных связей между Луганской Народной Республикой и другими странами. Аверс медали «За заслуги» I степени: восьмиконечный крест, верхняя, нижняя, левая и правая стороны креста покрыты эмалью синего цвета, по диагонали — белого цвета. Пружки креста — из металла золотистого цвета. В центре медали — изображение солдата, над ним надпись «ЛНР» на фоне Луганского железнодорожного вокзала, памятника «Труженик Луганщины», гостиницы «Луганск», дома «Со шпилем» в обрамлении двух лавровых веток по бокам и лент с надписями: вверху «За заслуги», внизу «Не побежден не сломлен». Все изображения на медали выпуклые. Оборотная сторона медали плоская, с выгравированным номером. Медаль при помощи ушка и кольца соединяется с прямоугольной колодкой. Колодка обтянута шелковой, муаровой лентой. Левая половина ленты цветов Государственного флага Луганской Народной Республики. На правой половине ленты одна продольная синяя полоска по центру. Реверс колодки медали: застежка для прикрепления к одежде. Аверс медали «За заслуги» II степени: восьмиконечный крест, верхняя, нижняя, левая и правая стороны креста покрыты эмалью синего цвета, по диагонали — белого цвета. Пружки креста — из металла серебристого цвета. В центре медали — изображение солдата, над ним надпись «ЛНР» на фоне гостиницы «Луганск», дома «Со шпилем» в обрамлении двух лавровых веток по бокам и лент с надписями: вверху «За заслуги», внизу «Не побежден не сломлен». Все изображения на медали выпуклые. Оборотная сторона медали плоская, с выгравированным номером. Медаль при помощи ушка и кольца соединяется с прямоугольной колодкой. Колодка обтянута шелковой, муаровой лентой. Левая половина ленты цветов Государственного флага Луганской Народной Республики. На правой половине ленты — две продольные синие полоски по центру на белом фоне. Реверс колодки медали: застежка для прикрепления к одежде. | Указ Главы Луганской Народной Республики от 05 сентября 2015 года № 461/01/09/15 «О государственных наградах Луганской Народной Республики» |
| I степени II степени | Медаль «За отвагу» I и II степени  | 5 сентября 2015 года | Медаль «За отвагу» состоит из двух степеней, высшей степенью медали является I степень. Награждение производится последовательно медалью «За отвагу» II и I степени. Медалью «За отвагу» награждаются военнослужащие, а также сотрудники Министерства внутренних дел Луганской Народной Республики, Министерства чрезвычайных ситуаций и ликвидации последствий стихийных бедствий Луганской Народной Республики, Министерства государственной безопасности Луганской Народной Республики и другие граждане за личное мужество и отвагу, проявленные: - в боях при защите Отечества и государственных интересов Луганской Народной Республики; - при выполнении специальных заданий по обеспечению государственной безопасности Луганской Народной Республики; - при защите государственной границы Луганской Народной Республики; - при исполнении воинского, служебного или гражданского долга, защите конституционных прав граждан и при других обстоятельствах, сопряженных с риском для жизни. Аверс медали «За отвагу» I степени: четырёхконечный крест с наложенным орнаментом вензелей. Стороны креста покрыты эмалью синего цвета, пружки креста — из металла золотистого цвета. В центре медали — изображение солдата, над ним надпись «ЛНР» на фоне домов, памятника К. Е. Ворошилову, мемориального комплекса «Острая могила» в обрамлении двух лавровых веток по бокам и лент с надписями: вверху «За отвагу», внизу «Не побежден не сломлен». Все изображения на медали выпуклые. Оборотная сторона медали плоская, с выгравированным номером. Медаль при помощи ушка и кольца соединяется с прямоугольной колодкой с рамками из металла золотистого цвета в верхней и нижней частях. Верхняя часть с наложенными двумя лавровыми ветвями. Нижняя часть колодки — дубовыми ветвями. Колодка обтянута шелковой, муаровой лентой. Левая половина ленты цветов Государственного флага Луганской Народной Республики. На правой половине ленты — одна продольная чёрная полоска по центру на белом фоне. Реверс колодки медали: застежка для прикрепления к одежде. Аверс медали «За отвагу» II степени: четырёхконечный крест с наложенным орнаментом вензелей. Стороны креста покрыты эмалью синего цвета, пружки креста — из металла серебристого цвета. В центре медали — изображение солдата, над ним надпись «ЛНР» на фоне домов, памятника К. Е. Ворошилову, мемориального комплекса «Острая могила» в обрамлении двух лавровых веток по бокам и лент с надписями: вверху «За отвагу», внизу «Не побежден не сломлен». Все изображения на медали выпуклые. Оборотная сторона медали плоская, с выгравированным номером. Медаль при помощи ушка и кольца соединяется с прямоугольной колодкой с рамками из металла серебристого цвета в верхней и нижней частях. Верхняя часть колодки с наложенными двумя лавровыми ветвями. Нижняя часть колодки — дубовыми ветвями. Колодка обтянута шелковой, муаровой лентой. Левая половина ленты цветов Государственного флага Луганской Народной Республики. На правой половине ленты — две продольные черные полоски по центру на белом фоне. Реверс колодки медали: застежка для прикрепления к одежде. | Указ Главы Луганской Народной Республики от 05 сентября 2015 года № 461/01/09/15 «О государственных наградах Луганской Народной Республики» |
|                      | Медаль «За верность долгу»         | 12 июня 2020 года    | Медали «За верность долгу» удостаиваются военные и гражданские лица за: - мужество и отвагу, проявленные при защите Луганском Народной Республики и её государственных интересов, обеспечение законности и правопорядка; - заслуги в укреплении обороноспособности и безопасности Луганской Народной Республики; - большой вклад в развитие производственной, научно-исследовательской, социально-культурной, дипломатической и иных сфер деятельности. | Указ Главы Луганской Народной Республики от 12 июня 2020 года № УГ-367/20 «О государственных наградах Луганской Народной Республики»        |
|                      | Медаль «Луганцы; Верою и усердием» | 5 сентября 2015 года | Медалью «Луганцы; Верою и усердием» удостаиваются военные и гражданские лица за выдающиеся заслуги, связанные с защитой государственного суверенитета и территориальной целостности Луганской Народной Республики и самоотверженное служение народу Луганской Народной Республики, проявленные в период становления Луганской Народной Республики. Медаль серебряного цвета круглой формы. Аверс медали «Луганцы; Верою и усердием»: изображен Галлиполийский Крест с надписью «Луганцы»; на верхнем и нижнем лучах расположены цифры «2014» и «2015». Медаль на пятиугольной колодке с лентой Святой Анны. Реверс медали: по окружности надпись «Луганская Народная Республика» и две пальмовые ветви; в центре окружности надпись «Верою и усердием». | Указ Главы Луганской Народной Республики от 05 сентября 2015 года № 461/01/09/15 «О государственных наградах Луганской Народной Республики» |
|                      | Медаль «За Веру и Волю»            | 5 сентября 2015 года | Медалью «За Веру и Волю» удостаиваются военнослужащие, сотрудники проявленные при спасении людей, материальных ценностей во время ликвидации последствий чрезвычайных ситуаций, в борьбе с преступностью, а также в других случаях при исполнении воинского, служебного, общественного долга в условиях связанных с риском для жизни. Медаль бронзового цвета. Аверс медали «За Веру и Волю»: ополченский крест, на лучах которого кириллицей написано «За Веру и Волю». Медаль на традиционной пятиугольной колодке с лентой красно-черного цвета Святого Владимира. Реверс медали: по окружности надпись «Луганская Народная Республика» и две пальмовые ветви; в центре окружности надпись «Стоявшим насмерть», разделенные крестообразной розеткой. | Указ Главы Луганской Народной Республики от 05 сентября 2015 года № 461/01/09/15 «О государственных наградах Луганской Народной Республики» |
|                      | Медаль «За Независимость»          | ???                  | Медалью «За Независимость» удостаиваются граждане Луганской Народной Республики, иностранные граждане и лица без гражданства за значительный личный вклад в становление независимости Республики, утверждение её суверенитета и укрепление международного авторитета, заслуги в социально-экономической, государство созидающей и общественно-политической деятельности, добросовестное, безупречное и самоотверженное служение народу, в период становления и развития Луганской Народной Республики. Награждение медалью «За Независимость» производится Главой Луганской Народной Республики. Медаль золотого цвета, имеет форму правильного круга диаметром 34 мм. Аверс медали «За Независимость»: в верхней части изображен герб Луганской Народной Республики, в центре окружности надпись: «За Независимость» и в нижней части изображена лавровая ветвь в золотом цвете. Оборотная сторона медали плоская. Реверс медали «За Независимость»: в верхней части накладное изображение пятиконечной звезды из металла золотистого цвета и по центру горизонтальная надпись: «Луганская народная республика». Колодка обтянута шелковой, муаровой лентой. Правая половина ленты цветов Государственного флага Луганской Народной Республики. На левой половине ленты — две продольные черные полоски по центру на жёлтом фоне. Реверс колодки медали: застежка для прикрепления к одежде. Лицу, награждённые медалью, вручаются знак и удостоверение к медали установленного образца. | ??? |
|                      | Медаль «Битва за Луганск 2014»     | 2015 год             | Медаль «Битва за Луганск 2014» была учреждена отдельно. Ею награждались участники обороны города летом 2014 года. 24 мая 2015 года эти медали были вручены 65 бойцам Отдельного Комендантского полка ЛНР, также среди награжденных: глава ЛНР Игорь Плотницкий, замкомандира 2 бригады НМ ЛНР Гегам Айрапетян, министр внутренних дел ЛНР Игорь Корнет. | ??? |
|                      | Юбилейная медаль «70 лет Победы»   | 5 сентября 2015 года | Вручается ветеранам Великой Отечественной войны, участникам боевых действий и лицам, внесшим значительный вклад в становление и развитие Луганской Народной Республики. Медаль серебряного цвета, формой несколько большей от стандарта (3,2 см) на пятиугольной колодке с голубо-сине-красной лентой. Аверс медали «70 лет Победы»: композиция, сочетающая стилизованные изображения славянского гербового орла, звезды, ленты с надписью «Победа», цифрами «70», «1945-2015» и аббревиатурой «ЛНР». Реверс медали: по окружности расположена надпись «Луганская Народная Республика». В центре горизонтально сверху вниз — «70 лет Победы в Великой Отечественной войне» со стилизованными двумя звездами и датами «1945», «2015» по бокам. | Указ Главы Луганской Народной Республики от 05 сентября 2015 года № 461/01/09/15 «О государственных наградах Луганской Народной Республики» |

## Другие награды
- В Перевальском районе ЛНР был учреждён Почётный знак «За оборону и освобождение Перевальского района ЛНР». 9 мая 2015 первым эту награду получил комендант Перевальска Александр Шапка.
- 12 июня 2020 года Главой Луганской Народной Республики Леонидом Пасечником был издан новый Указ «О государственных наградах Луганской Народной Республики» № УГ-367/20, значительно расширивший наградную систему Республики. Появились такие награды как: орден «Службою и Храбростью» двух степеней, орден Дружбы, орден «Трудовая слава» трёх степеней, орден Славы трёх степеней, многие медали[2].